# Echsenbach
Echsenbach är en ort och kommun  i Österrike. Den ligger i distriktet Zwettl i förbundslandet Niederösterreich, 100 kilometer nordväst om huvudstaden Wien. 
Kommunen består av sju orter (Ortschaften) (inom parentes invånarantal 1 januari 2024):

- Echsenbach (795)
- Gerweis (139)
- Großkainraths (85)
- Haimschlag (85)
- Kleinpoppen (76)
- Rieweis (38)
- Wolfenstein (58)